# San Andrés Ocotepec
San Andrés Ocotepec är en ort i kommunen Tejupilco i delstaten Mexiko i Mexiko. Samhället hade 1 826 invånare vid folkräkningen 2020 och var kommunens femte folkrikaste ort.